# Innamorarsi a Valentine
Innamorarsi a Valentine è un film per la TV statunitense del 2016.

## Trama
Kennedy vive a Los Angeles, studia alla facoltà di legge e decide di andare nella piccola città natale dei suoi defunti genitori per vendere il ranch di suo padre, rivolgendosi a un suo cugino di nome Smith il quale cerca di convincerla a cederlo a degli acquirenti che vogliono raderlo al suolo e costruirci un campo da golf, anche perché non c'è altra scelta dato che il ranch ha accumulato troppi passivi.
Kennedy conosce Gabriel, il suo nonno materno, il quale aveva tagliato i ponti con la figlia e il genero dato che non era a favore del loro matrimonio, dato che tra le loro famiglia c'era una vecchia faida, addirittura non sembra voler nemmeno legare con sua nipote. Nel ranch vi abitano il custode Derek, e sua madre June, che non sono favorevoli alla vendita anche perché stando alla contabilità da loro registrata il ranch non ha accumulato debiti. Kennedy decide di vederci chiaro e prolunga la sua permanenza, iniziando ad affezionarsi sempre di più alla comunità, inoltre trascorrendo del tempo con Derek loro due finiranno per innamorarsi reciprocamente.
Conoscendo meglio Derek, Kennedy scopre che June non è sua madre, lui è di Chicago, frequentava cattive compagnie, June lo adottò e lo portò a vivere con lei nel ranch che ora per Derek è praticamente una casa. L'avvocato di Kennedy le rivela che Derek ha ragione, il ranch non ha accumulato debiti Smith ha falsificato i conti, lui voleva convincere Kennedy a vedere la proprietà dato che gli acquirenti erano disposti a concedergli una commissione, oltre al fatto che rubava denaro dal ranch gonfiando le parcelle. 
Kennedy licenzia Smith imponendogli di restituirle tutto il denaro rubato, intanto fa il suo arrivo Ray, un ex delinquente che conosceva Derek quando viveva a Chicago, Derek si rifiutò di aiutarlo a commettere un crimine, e Ray passò quindici anni in prigione, minacciando Derek di rendere pubblico il suo passato criminale se non lo pagherà. Derek non cede al ricatto e Ray decide di rapire Kennedy, ma Derek riesce a salvarla facendo arrestare Ray.
Kennedy decide di rimanere nel ranch e di dirigerlo insieme a Derek con il quale intraprende una relazione, inoltre si riconcilia con Gabriel il quale aveva rifiutato di allearsi con Smith per appropriarsi del ranch. Gabriel ammette di essersi pentito di aver tagliato sua figlia fuori dalla sua vita, e adesso riconosce Kennedy come sua nipote. Kennedy infine riesce a far riconoscere il ranch come patrimonio culturale in modo che non vanga mai venduto.

## Distribuzione
Il film TV è andato in onda per la prima volta in Italia lunedì 29 agosto 2016 alle ore 16.50 su Canale 5. 